# Mali Peredrîmîhî, Jovkva
Mali Peredrîmîhî (în ucraineană Малі Передримихи) este un sat în comuna Zibolkî din raionul Jovkva, regiunea Liov, Ucraina.

## Demografie
Componența lingvistică a localității Mali Peredrîmîhî
     Ucraineană (100%)
Conform recensământului din 2001, toată populația localității Mali Peredrîmîhî era vorbitoare de ucraineană (100%).